# Hydatopsyche respersaria
Hydatopsyche respersaria är en nattsländeart som beskrevs av Wolfram Mey 1995. Hydatopsyche respersaria ingår i släktet Hydatopsyche och familjen ryssjenattsländor. Inga underarter finns listade i Catalogue of Life.